# (179678) Rietmeijer
(179678) Rietmeijer est un astéroïde de la ceinture principale.

## Description
(179678) Rietmeijer est un astéroïde de la ceinture principale. Il fut découvert le 26 août 2002 à l'observatoire Palomar par le programme NEAT. Il présente une orbite caractérisée par un demi-grand axe de 2,44 UA, une excentricité de 0,17 et une inclinaison de 6,7° par rapport à l'écliptique.

## Compléments